# Matula są
Matula są (Są matula, Dzieci w polu, Dzieci w zbożu) – obraz z 1871 roku autorstwa Józefa Chełmońskiego, namalowany techniką olejną na płótnie, znajduje się w zbiorach prywatnych.

## Historia
Obraz powstał w 1871 roku w mieszkaniu przy ulicy Zajęczej na Powiślu w Warszawie. Był prezentowany pt. Są matula na wystawie Towarzystwa Zachęty Sztuk Pięknych, która odbyła się w maju 1871 roku. Zebrał dobre recenzje krytyków, docenił go m.in. Wojciech Gerson. Został sprzedany przez Chełmońskiego nieznanej osobie po wystawie. W tym samym roku czasopismo „Opiekun Domowy” zamieściło w 28 numerze drzeworytniczą reprodukcję dzieła wraz z jego przychylnym opisem. Płótno należało do Wandy Czernic-Żalińskiej do jej śmierci w 1986 roku. Nie było prezentowane publicznie od 1871 roku do czasu licytacji w 2024 roku. Zostało sprzedane osobie prywatnej w polskim domu aukcyjnym Desa Unicum w 2024 roku za 1 350 000 zł. W 2025 roku obraz był prezentowany na wystawie w Muzeum Narodowym w Warszawie.

## Charakterystyka
Dzieło wykonane techniką olejną na płótnie ma wymiary 28 na 40 cm, jest sygnowane i datowane. Zostało stworzone w duchu realizmu, w przedstawianej scenie panuje sielankowy nastrój. Praca wykazuje wpływ twórczości Wojciecha Gersona. Podobny układ kompozycyjny zastosował artysta w późniejszym Owczarku.
Wedle opisu zamieszczonego w czasopiśmie „Opiekun Domowy” z lewej strony obrazu znajdują się żniwiarze, na prawo od nich dwoje wiejskich dzieci przy zbożu, brat i siostra. Chłopiec wspinający się na palcach dostrzega matkę w oddali, o czym informuje słowami: są matula. Zdaniem Violetty Khviatskovich dzieło to jest refleksją na temat współistnienia człowieka z naturą.